# Pseudaugochlora graminea
Pseudaugochlora graminea là một loài Hymenoptera trong họ Halictidae. Loài này được Fabricius mô tả khoa học năm 1804.